# Phyllonorycter scopariella
Espèce
Synonymes
- Lithocolletis scopariella Zeller, 1846

Phyllonorycter scopariella est une espèce européenne de lépidoptères (papillons) de la famille des Gracillariidae.

## Description
L'imago a une envergure de 7 mm. Les adultes volent de mai à juillet.

## Répartition
On trouve Phyllonorycter scopariella de l'Irlande au centre de la Russie, du Danemark au Portugal.

## Écologie
Les chenilles consomment les plantes des espèces Cytisus grandiflorus, Cytisus multiflorus, Cytisus scoparius, Cytisus striatus.